# Вигодська селищна територіальна громада
Вигодська селищна громада — територіальна громада в Україні, в Калуському районі Івано-Франківської області. Адміністративний центр — селище Вигода.
Площа громади - 788.2 км2
Чисельність населення (станом на 01.01.2022 р.) - 18416 осіб
Утворена 2 серпня 2018 року шляхом об'єднання Вигодської селищної ради та Вишківської, Кропивницької, Новоселицької, Новошинської, Сенечівської, Старомізунської сільських рад Долинського району.

## Населені пункти
До складу громади входять 1 селище (Вигода) і 16 сіл:
- Ангелівка
- Вишків
- Ілемня
- Кропивник
- Лолин
- Максимівка
- Мислівка
- Новий Мізунь
- Новоселиця
- Новошин
- Пациків
- Підліски
- Пшеничники
- Сенечів
- Старий Мізунь
- Шевченкове